# Heterophleps clityogramma
Heterophleps clityogramma är en fjärilsart som beskrevs av Louis Beethoven Prout 1926. Heterophleps clityogramma ingår i släktet Heterophleps och familjen mätare. Inga underarter finns listade i Catalogue of Life.